# 関東学院大学ハリケーンズ
関東学院大学アメリカンフットボール部ハリケーンズ（かんとうがくいんだいがくハリケーンズ：KANTO GAKUIN UNIVERSITY FOOTBALL CULB）は、関東学院大学体育会に所属するアメリカンフットボールチームである。関東学生アメリカンフットボール連盟加盟。現在の練習場は神奈川県横浜市六浦。最寄り駅は京浜急行金沢八景駅追浜駅。

## 沿革
- 1964年　創部
- 1993年　チーム愛称を「ボンバーズ」から「ハリケーンズ」に改称
- 1998年　関東学生アメリカンフットボール連盟1部リーグに昇格
- 2013年　同2部に降格

## 近年の戦績
- 1999年　2勝4敗（1部Aブロック順列6位）[1]

入替戦：神奈川大学に20‐7で勝利し1部残留
- 2000年　1勝5敗（1部Bブロック順列6位）[3]

入替戦：山梨学院大学に14－10で勝利し1部残留
- 2001年　3勝3敗（1部Aブロック順列4位）[5]
- 2002年　3勝2敗1分（1部Aブロック順列3位）[6]
- 2003年　3勝3敗（1部Aブロック順列4位）[7]
- 2004年　2勝4敗（1部Bブロック順列5位）[8]
- 2005年　1勝5敗（1部Aブロック順列7位）[9]
- 2006年　2勝5敗（1部Aブロック順列6位）[10]
- 2007年　3勝4敗（1部Bブロック順列4位）[11]
- 2008年　3勝4敗（1部Bブロック順列5位）[12]
- 2009年　2勝5敗（1部Bブロック順列6位）[13]
- 2010年　3勝4敗（1部Bブロック順列5位）[14]

関東学院大学VS一橋大学の試合は、タイブレーク制3-0の結果、関東学院大学が勝利。
- 2011年　2勝5敗（1部Bブロック順列6位）[15]
- 2012年　2勝5敗（1部Bブロック順列6位）[16]
- 2013年
- 2014年
- 2015年
- 2016年
- 2017年
- 2018年
- 2019年
- 2020年
- 2021年

## 在籍した主な選手
≪関東アメリカンフットボール連盟HP／過去の戦績（1999年以降）／個人記録より抜粋≫
- 小谷 亮太（WR　背番号7）　　　1999年レシーブ10位（1996年～1999年在籍）http://www.kcfaold.jp/
- 安斎 宏享（QB　背番号16）　　 2000年パッシング6位（1997年～2000年在籍）http://www.kcfaold.jp/
- 隅田 諭史（RB　背番号21）     2000年ラッシング10位（1997年～2000年在籍）http://www.kcfaold.jp/
- 八柳 豪  （WR　背番号9）　　　2000年レシーブ6位（1998年～2001年在籍）http://www.kcfaold.jp/
- 東城 学将（OL　背番号71）　　（1999年～2002年在籍）http://www.kcfaold.jp/
- 猿渡 慶太（RB　背番号1）　　  2001年、2002年ラッシング3位（1999年～2002年在籍）http://www.kcfaold.jp/
- 川添 康正（QB　背番号19）　   2001年パッシング1位（1999年～2002年在籍）http://www.kcfaold.jp/
- 山田 象平（WR　背番号11）　   2002年レシーブ8位、2001年レシーブ1位（2000年～2003年在籍）http://www.kcfaold.jp/
- 佐藤 翼  （RB　背番号33）　　 2003年ラッシング7位（2000年～2003年在籍）http://www.kcfaold.jp/
- 小松 和幸（QB　背番号24）　   2003年パッシング7位（2000年～2003年在籍）http://www.kcfaold.jp/